# Réveillon (Marne)
Réveillon település Franciaországban, Marne megyében. Lakosainak száma 105 fő (2022. január 1.). Réveillon Villeneuve-la-Lionne, Saint-Martin-du-Boschet, Joiselle és Neuvy községekkel határos.

## Népesség
A település népessége az elmúlt években az alábbi módon változott:
| Lakosok száma | 109  | 77   | 103  | 132  | 106  | 105  | 106  | 110  | 108  | 105  |
|               | 1968 | 1982 | 1990 | 2006 | 2013 | 2015 | 2017 | 2019 | 2020 | 2022 |